# Hanácká kasárna
Hanácká kasárna, dříve Špitálská kasárna, jsou pětipodlažní klasicistní kasárna v Olomouci, příklad vojenské architektury v městské zástavbě a jedna z největších budov ve městě. Vystavěna byla v letech 1839 až 1845 na místě bývalých klášterů v souvislosti s rozšiřováním ubytovacích prostor pro vojenské posádky. O prosazení a výstavbu nákladné budovy, jež měla v případě nouze sloužit také jako vojenská nemocnice nacházející se uvnitř opevněného prostoru, se zasadili Emanuel Zitta, Camillo Vacani a arcivévoda Jan Habsbursko-Lotrinský. Po vystavění v kasárnách sídlili sapéři a minéři, pravděpodobně v roce 1872 se do budovy z Vídně přesunul 54. moravský pěší pluk, nazývaný Hanácký. Podle této jednotky byla kasárna po první světové válce přejmenována. Po druhé světové válce sloužila především jako správní vojenská budova.
Budova má čtyřboký půdorys a sedlovou střechu. Stojí ve svahu, přičemž na jižní straně jsou tři podlaží nadzemní, zbylá dvě podzemní. Na západní a východní straně ji lemují sklepní světlíky (anglické dvorky). Budova je hodnocena jako „výjimečný objekt“ a jako příklad kvalitního vojenského stavitelství poloviny 19. století. Jako kulturní památka je chráněna od roku 1958.
V roce 2014 budovu armáda opustila a stavba přestala být až na výjimky využívána. V březnu 2021 začala budova sloužit jako centrum pro ukrajinské válečné uprchlíky. Od září 2021 se ji stát neúspěšně pokoušel prodat. V roce 2023 se objevily informace že o stavbu má zájem trojkoalice univerzity, kraje a města. Z plánu nicméně vzhledem k jejímu stavu sešlo. Kasárna získal v roce 2024 v další dražbě za sníženou cenu soukromý developer, avšak Univerzita Palackého se rozhodla zákonně dorovnat nabídku a o budovu kasáren požádala sama.

## Historie
Kasárna byla vystavěna na místě, které od středověku sloužilo náboženským účelům. Od 12. století zde stála kaple Všech svatých, v 15. století přibyl kostel Nanebevzetí Panny Marie a kartuziánský klášter a na začátku 16. století byla kaple rozšířena na kostel Všech svatých s augustiniánským klášterem. Kostel Všech svatých byl významnou církevní stavbou a součástí průvodů během křížových dnů. Kartuziánský klášter byl zrušen roku 1782 a kostel Nanebevzetí Panny Marie zbořen roku 1811. Augustiniánský klášter byl zrušen roku 1784 a kostel Všech svatých zbořen roku 1809. Budovy měly být využity jako kasárna a stavebně upraveny, k přestavbám však nedošlo – na vině byla nákladná rakousko-turecká válka. V 90. letech 18. století proto vojáci sídlili pouze v nové kartuziánské klášterní budově. Budovy však byly v havarijním stavu a zatékalo do nich, což vedlo ke stížnostem. V roce 1808 se poprvé objevila zmínka o záměru vystavět na daném místě zcela nová, pumovzdorná kasárna. Práce byly sice zahájeny, avšak prodražovaly se a záhy byly zastaveny, a to na téměř třicet let.

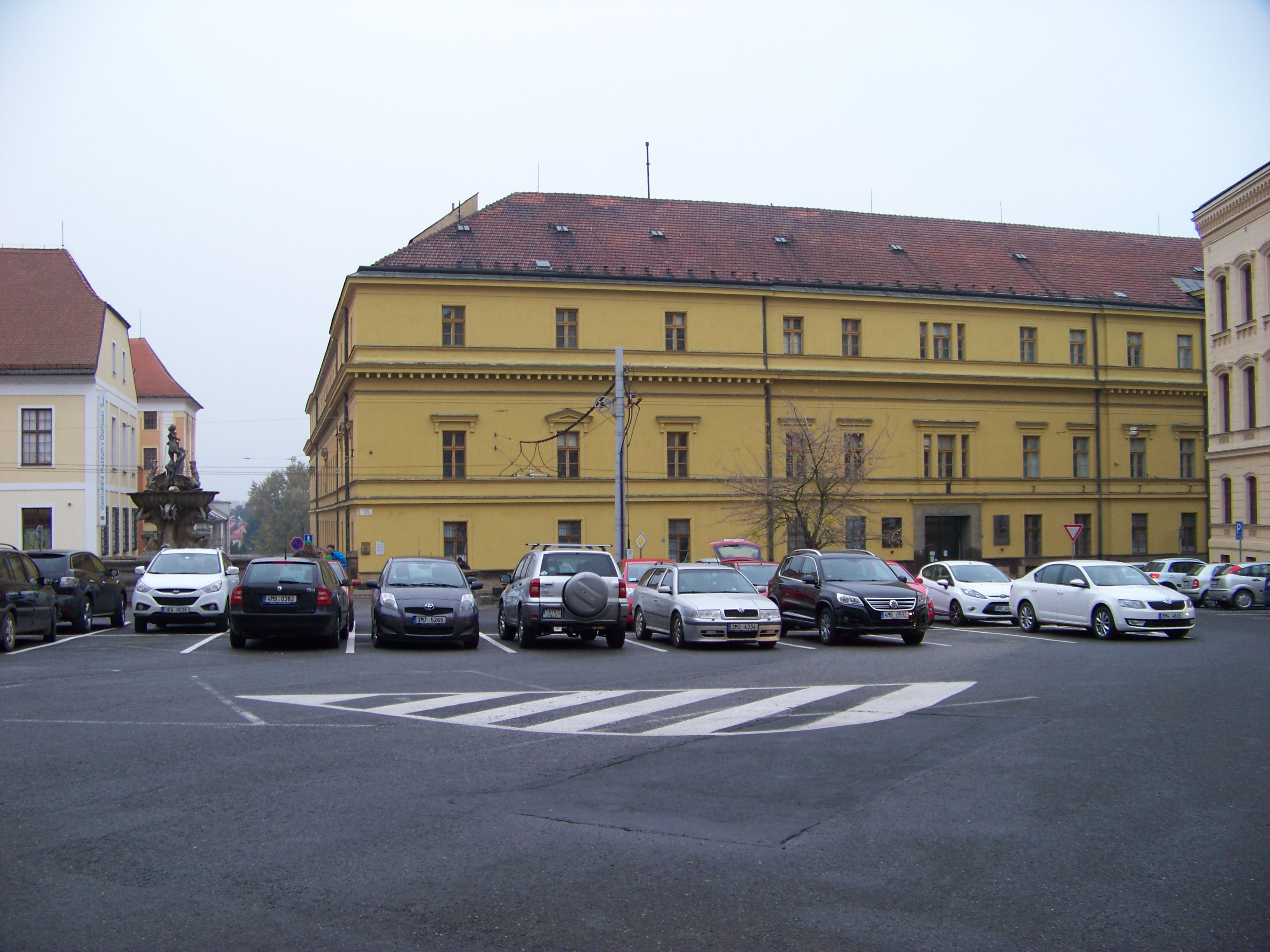
Kasárna z náměstí Republiky v roce 2014

S přípravou nového projektu se začalo ve 30. letech 19. století. Původní návrhy vypracoval v roce 1831 fortifikační ředitel Emanuel Zitta, na jeho činnost pak navázal plukovník Camillo Vacani – kromě dvou vnějších pevnůstek (Fortu Šibeniční vrch a Fortu Tabulový vrch) šlo právě o nová Špitálská kasárna. Ta měla zajistit krytý kasárenský prostor přímo v prostoru pevnosti – a případně též nemocniční prostory namísto Klášterního Hradiska, které se nacházelo mimo opevnění. V přípravách se pokračovalo celá 30. léta a kromě Zitty a Vacaniho se na nich podílel také arcivévoda Jan Habsbursko-Lotrinský, dlouho trvalo také obstarání povolení. Dvorská válečná rada záměr povolila v lednu 1835. Konkrétní projekt pak dne 2. červne 1839 definitivně schválil císař Ferdinand I. Nesnadné bylo financování projektu; náklady na výstavbu kasáren a obou fortů byly Zittou původně vyčísleny na 1,334 milionu zlatých, stavba však odčerpával více financí, než bylo zamýšleno. Po zahájení konstrukcí v roce 1839 se objevil rovněž problém s nedostatkem dříví pro cihelnu – v roce 1840 se ukázalo, že namísto plánovaných čtyř milionů cihel bylo vyrobeno pouze dva a půl milionu.

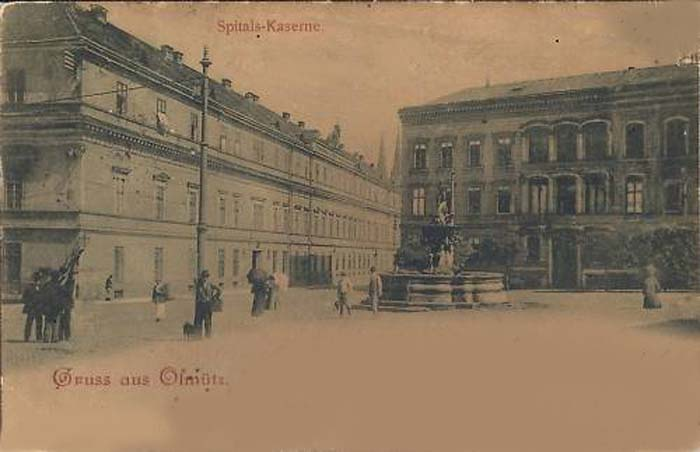
Snímek kasáren z náměstí Republiky, kolem roku 1870

V srpnu 1841 byla hotová první dvě patra. Stavba měla být původně dokončena v roce 1844, nakonec se však práce protáhly až do druhé poloviny roku 1845, a to i přesto, že Špitálská kasárna měla proti dalším rozestavěným konstrukcím prioritu. Na počátku roku 1846 byla kasárna obsazena posádkou. Na stavbu bylo nakonec spotřebováno 14 milionů cihel a 4000 kubických sáhů kamení. Původní název, Špitálská kasárna, byl odvozen od možného využití kasáren jako vojenské nemocnice v případě obležení města. Je možná také vazba na středověký špitální mlýn, který na místě dříve stál.

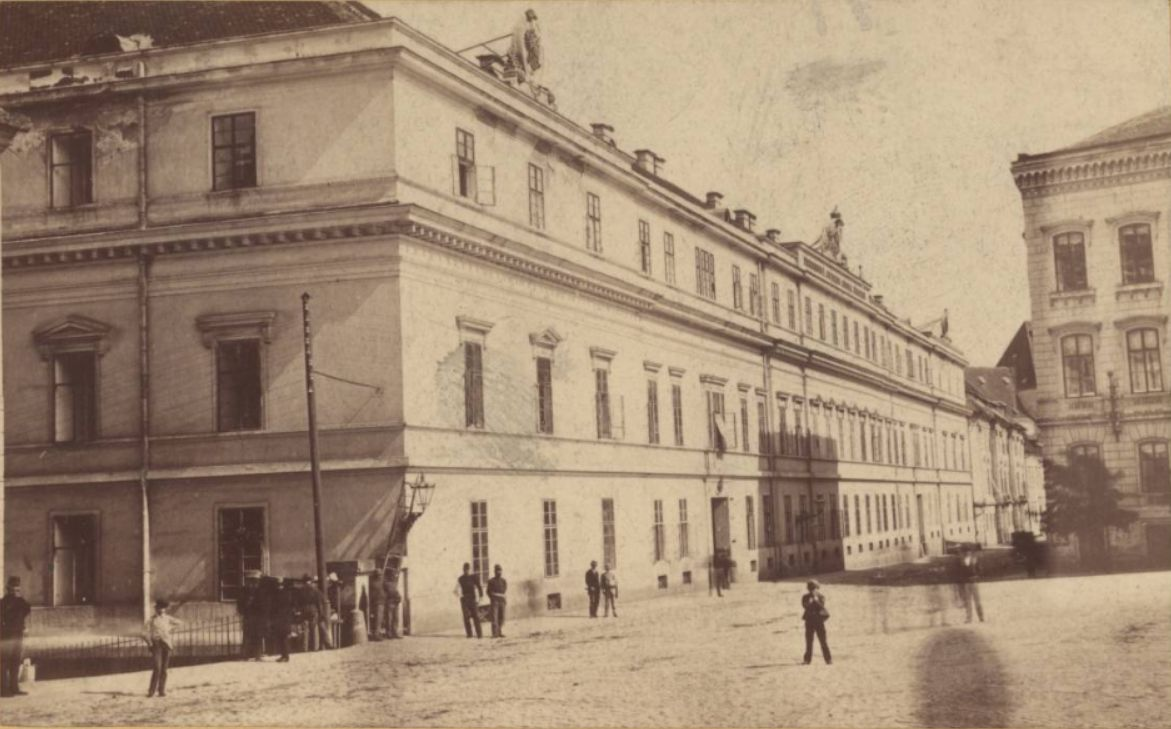
Kasárna kolem roku 1890

V roce 1847 v kasárnách přebývalo 1813 osob (včetně devíti žen s dětmi), a to v celkem 392 místnostech, přičemž se střídaly místnosti pro sapéry a minéry. Společné záchody se nacházely v rozích každého podlaží. V prvním podlaží se nacházely také místnosti pro mužstvo, truhlářství, litografická místnost a vězeňské místnosti. Budova obsahovala také stáj, dvě vozovky a sklady pro dřevo. Ve druhém podlaží se nalézaly oděvní sklady a kantýna, ve třetím podlaží lékařské a důstojnické místnosti a místnosti pro písaře. Do čtvrtého podlaží byly umístěny další písařské místnosti, pobočnictví, kaple a další důstojnické a poddůstojnické místnosti. Ty se nacházely rovněž v pátém podlaží, kde byly k nalezení též místnosti pro řemeslníky, kapelníka a školicí místnost s archivem. V roce 1848 oba štáby, sapérský i minérský, oficiálně přesídlily do Olomouce.

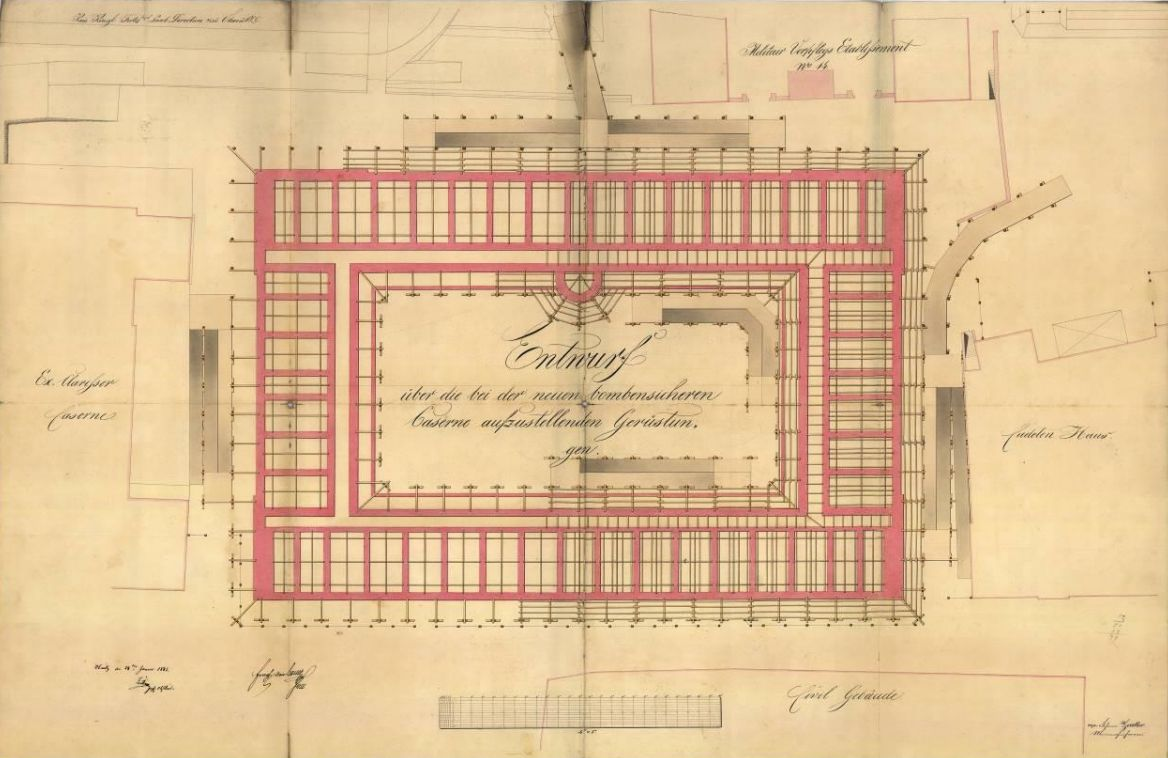
Plán budovy a lešení vypracovaný během stavby, v roce 1842

V roce 1856 došlo k prvním významnějším stavebním úpravám, když byla snížena úroveň dvora, aby se zabránilo pronikání vlhkosti do místností mužstva v prvním a druhém podlaží. Odtěžená zemina byla využita při budování fortu XII. Pravděpodobně od roku 1872 sídlil ve Špitálských kasárnách 54. moravský pěší pluk, nazývaný Hanácký, podle nějž byla stavba později pojmenována – do Olomouce se přesunul z Vídně.
Po první světové válce, v níž byl Hanácký pluk nasazen, se jednotka vrátila zpět do kasáren, které byly při této příležitosti přejmenovány na Hanácká kasárna. Rovněž byl ze štítu odstraněn rakouský říšský znak. Do kasáren byl v roce 1920 umístěn také 6. československý pěší (respektive střelecký) pluk Hanácký, založený jako legionářský v ukrajinském Borispolu. Ještě v roce 1920, 21. září, byl formálně sloužen s 54. pěším plukem a zařazen do reorganizované československé armády jako 6. pěší pluk Hanácký. V letech 1937 a 1938 proběhla v kasárnách oprava fasád a dílčí stavební úpravy, včetně výměny vnitřního zařízení. U příležitosti 20. výročí bitvy u Bachmače byla na průčelí budovy slavnostně odhalena deska připomínající tuto událost; slavnostní pochod legionářů tehdy sledovalo více než třicet tisíc lidí.

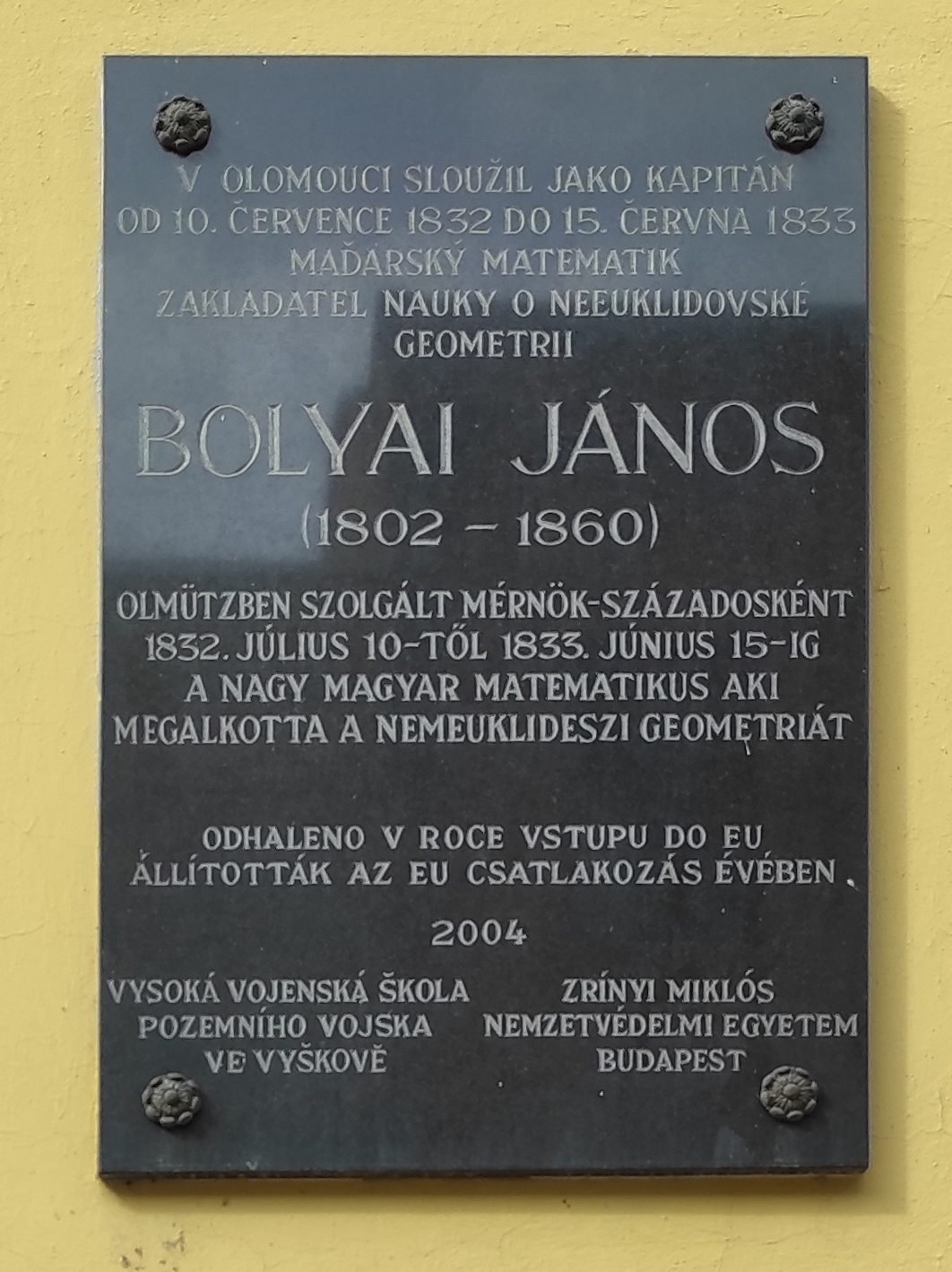
Pamětní deska Jánose Bolyaie na zdi kasáren

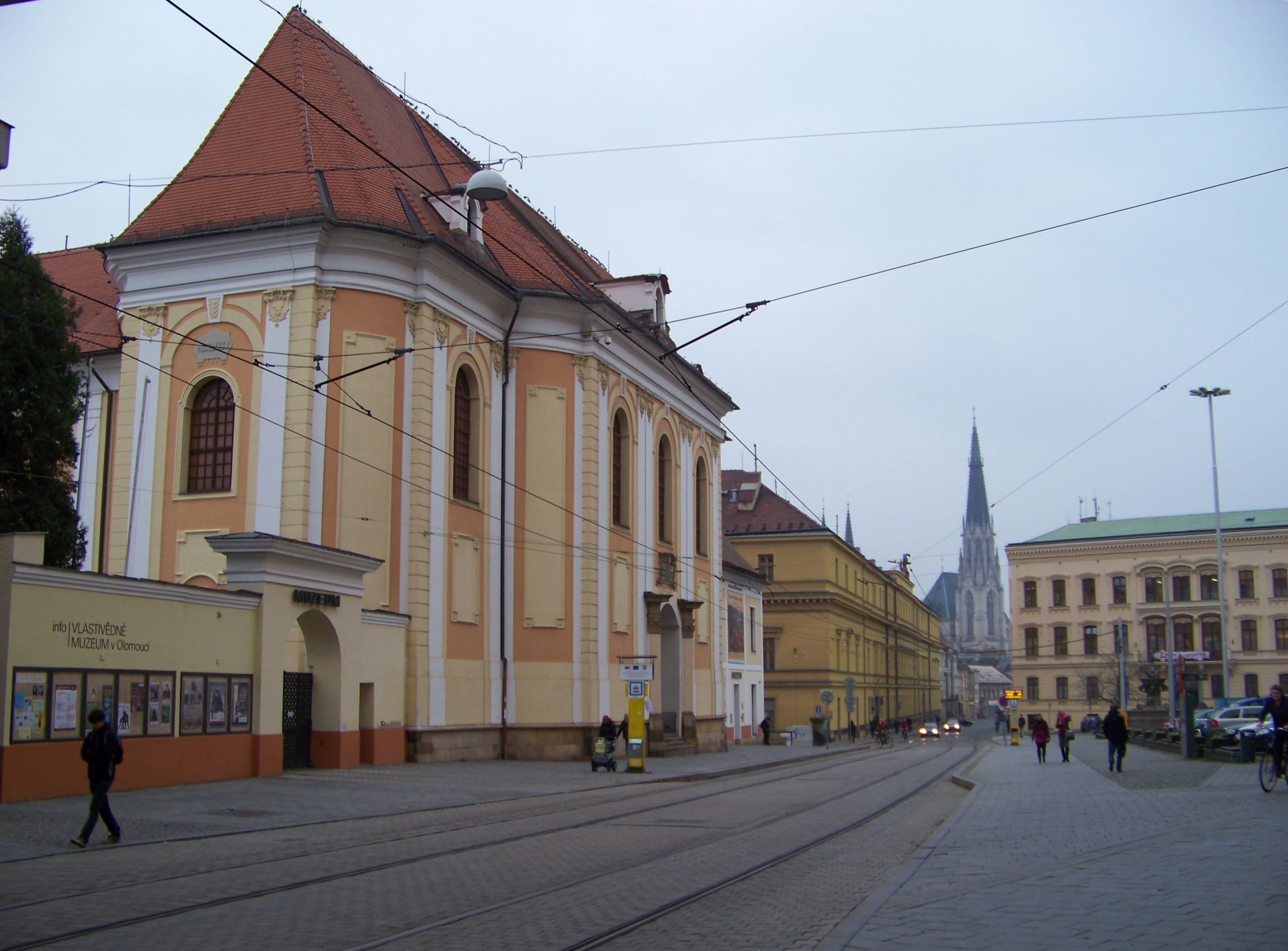
Zleva: klášter klarisek, Hanácká kasárna, Katedrála svatého Václava, Knihovna města Olomouce

Po druhé světové válce byl 6. pěší pluk Hanácký sice obnoven, v roce 1947 však byl v rámci vojenské reorganizace zrušen. Kasárna se začala využívat stále více k technickým a administrativním účelům – mezi 50. a 90. léty v budově sídlila Městská vojenská správa, Krajská ubytovací a vojenská správa, Vojenská stavební ubytovací správa, Správa vojenské dopravy, Spojovací středisko a Vojenský finanční úřad. Již v 50. letech proběhly také četné stavební úpravy, včetně výměny parní kotelny a rozvodného potrubí, montáž nákladního výtahu, nová elektroinstalace, zdravotnická zařízení a kanalizace. V letech 1969 až 1971 byly do budovy pořízeny nové rozvody teplé a studené vody a provedena generální oprava sociálních zařízení. Objekt získal novou kotelnu, saunu a kino pro 80 diváků. V 80. letech proběhla další generální oprava a mezi lety 1998 a 1999 došlo k rekonstrukci nákladního výtahu.
V roce 2014 armáda budovu opustila a kasárna přestala být využívána. Po ruském vpádu na Ukrajinu v roce 2021 bylo v budově zřízeno krajské uprchlické centrum, jinak zůstávala prázdná. Úřad pro zastupování státu ve věcech majetkových se stavbu bez úspěchu pokusil osmkrát prodat v aukci. Aukce probíhaly od září 2021 a minimální cena budovy činila 262 milionů Kč. V roce 2023 bylo rozhodnuto, že bude stavba bezúplatně převedena do majetku kraje, který by ji měl využívat společně s městem a univerzitou. Záměr ztroskotal po zhodnocení stavu budovy a nákladů na údržbu. V září 2024 při deváté aukci budovu koupil olomoucký developer Redstone za velmi snížené nabídky 89,1 milionu Kč. Do procesu následně vstoupila Univerzita Palackého, která se rozhodla zákonně dorovnat nabídku a o budovu kasáren požádala sama.

## Vzhled

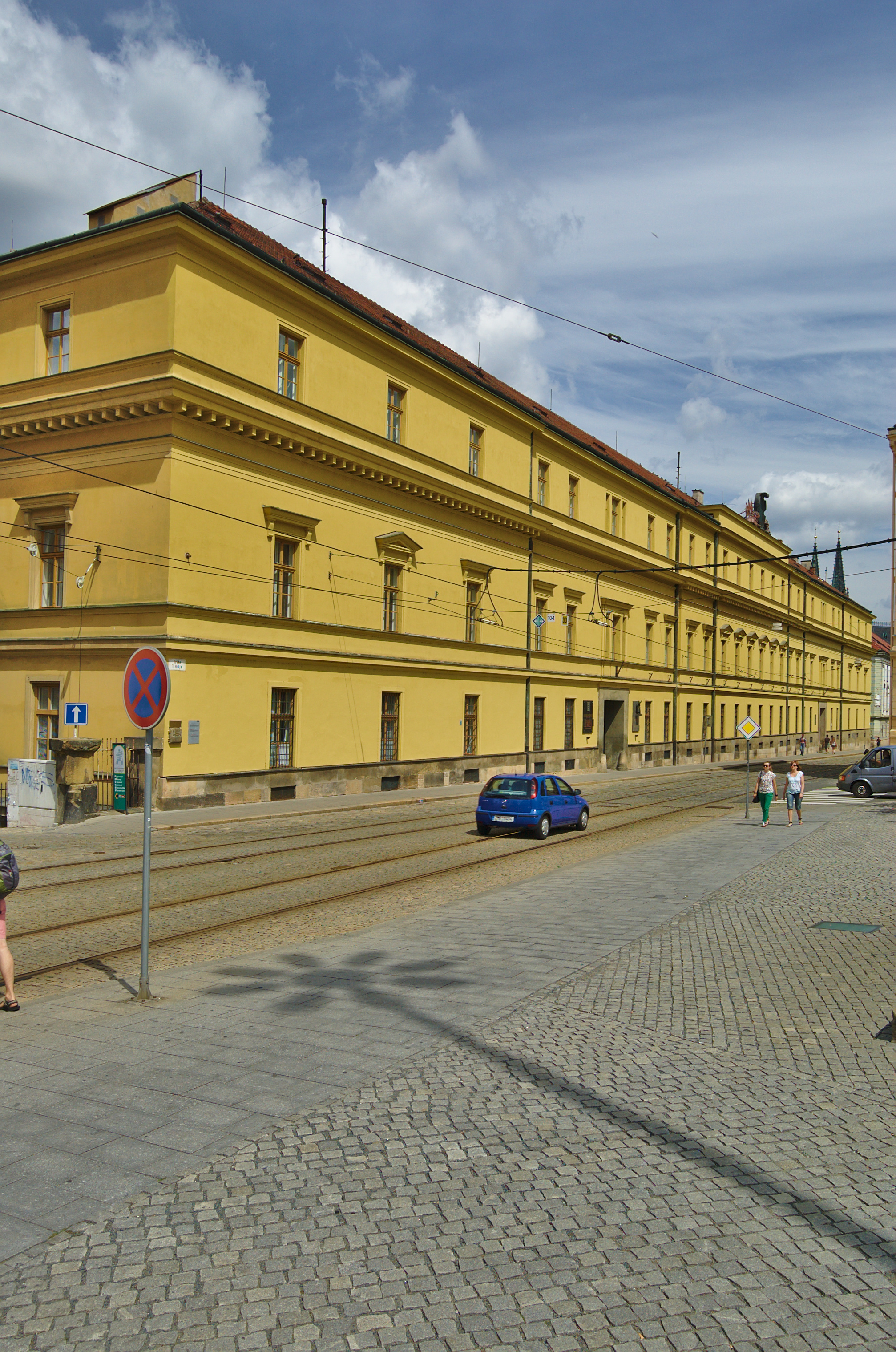
Kasárna v roce 2014

Architektonický detail stavby je popisován jako „celkem chudý a strohý“, odpovídající původnímu určení budovy. Složitější prvky přežily v původní podobě na vnějšku budovy, zatímco interiér prošel četnými přestavbami a původní vzhled se do velké míry nezachoval. Ve druhé polovině 19. století se jednalo o největší budovu v Olomouci. Budova je pětipodlažní a situovaná ve svahu, přičemž na výše položené jižní straně, kterou přiléhá k městskému centru (třídě 1. máje) jsou tři podlaží nadzemní a dvě podlaží podzemní – větrání a ochrana před zavlhnutím jsou zajištěno klenutým podzemním tunelem, jenž je veden pod jižním průčelím. Tento úzký tunel, znovu objevený v roce 1972, je technickou raritou. Táhne se pod chodníkem v délce přibližně 100 metrů, od ulice Hanáckého pluku k ulici Pekární. Na obou stranách  ústí do vyzděných příkopů napojených na dobový kanalizační systém. Na výšku má osm metrů, klenba se pak nachází dva metry pod úrovní chodníku. Uprostřed tunelu z něj odbočuje další chodba vedoucí k budově knihovny na druhé straně ulice.

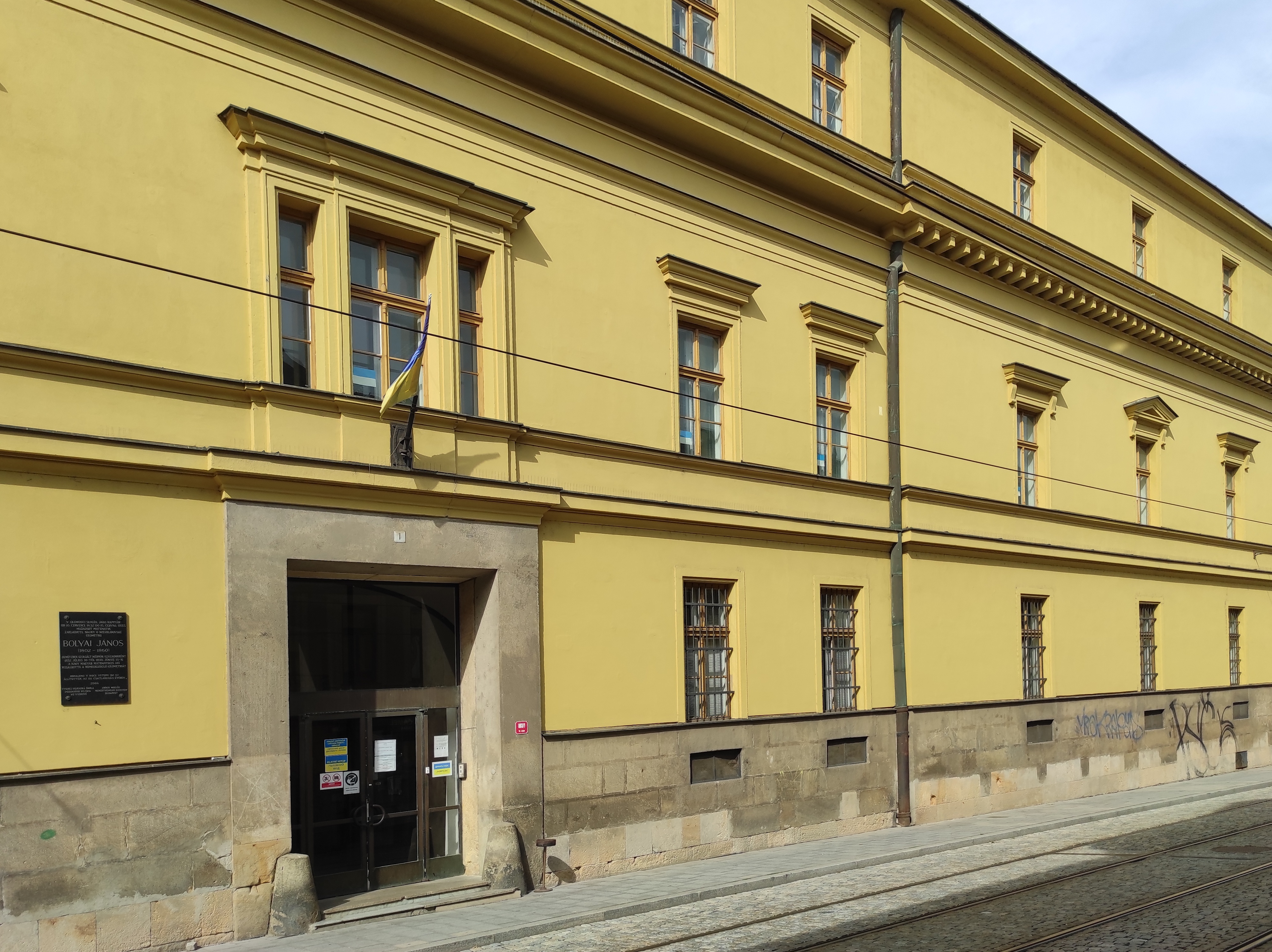
Vchod do kasáren v roce 2021

Stavba má pravidelný čtyřboký půdorys s vnitřním nádvořím obklopeným jednotlivými křídly, střecha je sedlová. U východního a západního průčelí se nacházejí sklepní světlíky (anglické dvorky), doplněné kamennými zárubními stěnami a zábradlím. Rozlehlý komplex kasárenských budov byl původně určen pro sapéry (ženisty) a počítalo se tím, že bude schopen odolávat dělostřelbě a během případného konfliktu sloužit jako vojenská nemocnice namísto Klášterního Hradiska. Přestože byla konstrukce plánována jako pumovzdorná, se silnými zdmi a klenbami, kritizoval již v roce 1850 Julius von Wurmb, projektant pozdější olomoucké táborové pevnosti, klenby kasáren v horních podlažích jako „slabé“. K pozdějším stavebním úpravám patří prolomení několika nových vjezdů a dveří v přízemí.
Ve dvoře kasáren se nalézá vnitřní věž s kaplí sv. Jana Křtitele a zinkovou bání. Nad průčelím kasáren se v 19. století nacházela trojice pozlacených císařských orlů s nápisem „֧Ferdinandus I. Imperator Austriae. MDCCCXLVI“. Orli byli ve 20. století odstraněni a nahrazeni dvěma lvy, kteří se nacházejí uprostřed budovy a nesou rozměrný štít z tepané mědi či její slitiny. Štít je prázdný.. V interiéru se na některých místech dochovaly původní klasicistní dveře, okna a výplně světlíků, zčásti u nich však došlo k pozdějším zásahům a výměnám (zejména u kování).